# Kabirirsang
Kabirirsang är en ort i distriktet Nandi i provinsen Rift Valley i Kenya.